# 퍼제커시 난도르
퍼제커시 난도르(헝가리어: Fazekas Nándor, 1976년 10월 16일 ~ )는 헝가리의 은퇴한 핸드볼 선수로 포지션은 골키퍼이다.